# D-Day Dodgers
D-Day Dodgers (angl. ti, kdo se ulili ze Dne D) je označení spojeneckých vojáků bojujících za 2. světové války v Itálii.
Termín poprvé na veřejnosti použila britská poslankyně Nancy Astorová. Od jednoho nespokojeného vojáka sloužícího v Itálii totiž obdržela dopis podepsaný „D-Day Dodger“. Domnívala se, že se jedná o přízvisko s pozitivním nádechem (podobně jako označení Desert Rats - Pouštní krysy pro sedmou obrněnou divizi). Ve skutečnosti však šlo o sarkastickou narážku na fakt, že po invazi do Normandie byly přehlíženy zásluhy vojáků, kteří bojovali na italské frontě.
Vojáků v Itálii se výrok Astorové dotkl. Na melodii oblíbené písně Lili Marleen složili píseň D-Day Dodgers, která ironicky zlehčovala jejich působení v Itálii a jakoby ukazovala, jak dobře si tam žijí. Jedna ze slok byla určena přímo Nancy Astorové a nevybíravým způsobem jí sdělovala, že by si měla dávat pozor na to, co říká.
Spojenečtí vojáci sloužící v Itálii měli opravdu mnoho důvodů k nespokojenosti - například zásobování bylo nedostatečné, neboť jednoznačnou prioritou byla severozápadní Evropa. S nelibostí také nesli, že výraz "D-Day" ("den D") se stal díky sdělovacím prostředkům označením pro invazi do Normandie, přestože do té doby byl používán pro veškeré vojenské operace (veteráni italského tažení měli za sebou mnoho takových „dnů D“; mnozí z nich se dokonce účastnili bojů v severní Africe).

## Text písně
Zatímco autor hudby je známý (jelikož byla převzata melodie Lili Marleen, je jím Norbert Schultze), autorství textu není jednoznačné (často bývá zmiňován major Hamish Henderson), už proto, že existuje mnoho různých variant a úprav. Zde je jedna z nich:
We're the D-Day Dodgers out in Italy -

Always on the vino, always on the spree.

Eighth Army scroungers and their tanks

We live in Rome - among the Yanks.

We are the D-Day Dodgers, over here in Italy.

We landed at Salerno, a holiday with pay,

Jerry brought the band down to cheer us on our way

We all sang the songs and the beer was free.

We kissed all the girls in Napoli.

For we are the D-Day Dodgers, over here in Italy.

The Volturno and Casino were taken in our stride

We didn't have to fight there. We just went for the ride.

Anzio and Sangro were all folorn.

We did not do a thing from dusk to dawn.

For we are the D-Day Dodgers, over here in Italy.

On our way to Florence we had a lovely time.

We ran a bus to Rimini right throught the Gothic Line.

On to Bologna we did go.

Then we went bathing in the Po.

For we are the D-Day Dodgers, over here in Italy.

Once we had a blue light that we were going home

Back to dear old Blighty, never more to roam.

Then somebody said in France you'll fight.

We said never mind, we'll just sit tight,

The windy D-Day Dodgers, out in Sunny Italy.

Now Lady Astor, get a load of this.

Don't stand up on a platform and talk a load of piss.

You're the nation's sweetheart, the nation's pride

But we think your bloody big mouth is far too wide.

For we are the D-Day Dodgers, out in Sunny Italy.

When you look 'round the mountains, through the mud and rain

You'll find the scattered crosses, some which bear no name.

Heartbreak, and toil and suffering gone

The boys beneath them slumber on

They were the D-Day Dodgers, who'll stay in Italy.

So listen all you people, over land and foam

Even though we've parted, our hearts are close to home.

When we return we hope you'll say

"You did your little bit, though far away

All of the D-Day Dodgers, way out there in Italy."